# Шарно
Шарно (фр. Charnod) насеље је и општина у источној Француској у региону Франш-Конте, у департману Јура која припада префектури Лон ле Соније.
По подацима из 2011. године у општини је живело 45 становника, а густина насељености је износила 8,7 становника/km². Општина се простире на површини од 5,17 km². Налази се на средњој надморској висини од 507 метара (максималној 685 m, а минималној 480 m).

## Демографија
| 1962. | 1968. | 1975. | 1982. | 1990. | 1999. | 2011. |
| ----- | ----- | ----- | ----- | ----- | ----- | ----- |
| 52    | 67    | 62    | 57    | 50    | 43    | 45    |

График промене броја становника у току последњих година